# Crypsityla bimaculata
Crypsityla bimaculata là một loài bướm đêm trong họ Geometridae.